# Gricowskij
Gricowskij – osiedle typu miejskiego w Rosji, w obwodzie tulskim. W 2010 roku liczyło 6192 mieszkańców.